# Sandy Jardine
William "Sandy" Pullar Jardine (31 de desembre de 1948 - 24 d'abril de 2014) fou un futbolista escocès de la dècada de 1970.
Fou internacional amb la selecció d'Escòcia amb la que participà en la Copa del Món de futbol de 1974 i 1978. Pel que fa a clubs, defensà els colors de Rangers i Hearts, club aquest darrer, del que també en fou entrenador.